# Einschulungsrate
Die Einschulungsrate (auch Einschulungsquote) gibt in Prozent an, wie viele Kinder einer Altersstufe in einem Land eingeschult werden. Die Einschulungsrate ist Bestandteil des Index der menschlichen Entwicklung.
In Deutschland müsste die Einschulungsrate wegen der gesetzlichen Schulpflicht 100 % betragen, kann allerdings 100 % überschreiten, weil auch ältere, nicht mehr schulpflichtige Schüler und noch nicht einschulungspflichtige jüngere Schüler, die bereits eingeschult wurden, hinzugezählt werden.
Vor allem im subsaharischen Afrika liegt die Einschulungsquote niedriger als in Industrieländern. Hierbei ist zu beachten, dass der Anteil der männlichen Schulanfänger in diesen Ländern höher ist. In West- und Zentralafrika betrug sie bei Mädchen 57 % und bei Jungen 64 % während sie in Südasien bei 79 % bei Mädchen und 83 % bei Jungen lag.
Die Weltbank unterscheidet zwischen der Brutto-Einschulungsrate und der Netto-Einschulungsrate.

## Brutto-Einschulungsrate

Es bestehen signifikante Unterschiede in der Einschulungsrate bei Frauen über die Länder hinweg

Die Brutto-Einschulungsrate gibt den Anteil der eingeschulten Schüler einer Bildungsstufe zu der Gesamtbevölkerung der für diese Stufe relevanten Altersgruppe an. Dabei werden auch eingeschulte Schüler berücksichtigt, die eigentlich zu jung oder zu alt für diese Stufe sind. Dadurch kann es zu einer Brutto-Einschulungsrate von über 100 % kommen.

## Netto-Einschulungsrate
Im Gegensatz zur Brutto-Einschulungsrate berücksichtigt die Netto-Einschulungsrate nur die Schüler einer Bildungsstufe, die das dieser Stufe entsprechende Alter haben. Die Rate entspricht dem Anteil dieser Schüler an der Gesamtzahl aller Personen der entsprechenden Altersgruppe.

## Verwendung im Index der Menschlichen Entwicklung
Die Einschulungsrate wurde bei der alten Berechnung (vor 2010) des HDI verwendet. Der HDI misst die menschliche Entwicklung eines Landes und berücksichtigt nicht nur ausschließlich ökonomische Kennzahlen, sondern eine Vielzahl von Aspekten. Der HDI vergleicht nicht nur das Bruttoinlandsprodukt und dessen Verteilung, sondern auch die Lebenserwartung in einem Land oder den Bildungsgrad der Bevölkerung (dabei wurde der Bildungsgrad z. B. anhand der Alphabetisierungsrate und der Einschulungsrate ermittelt).